# 罗卡福特-德克拉尔特
罗卡福特-德克拉尔特（西班牙语）是西班牙加泰罗尼亚塔拉戈纳省的一个市镇。总面积9平方公里，总人口267人（2001年），人口密度30人/平方公里。